# Hydrocotyle wilsonii
Hydrocotyle wilsonii är en växtart i släktet Hydrocotyle och familjen araliaväxter.
Arten är en perenn ört som förekommer i Chongqing och västra Hubei i Kina. Den beskrevs av Friedrich Ludwig Diels, Ren Hwa Shan och Shou Lu Liou 1964.